# 5e étape du Tour d'Italie 2018
Pour un article plus général, voir Tour d'Italie 2018.
La 5e étape du Tour d'Italie 2018 se déroule le mercredi 9 mai 2018, entre Agrigente et Santa Ninfa (Valle del Belice) sur une distance de 153 km. Il s'agit d'une étape au profil accidenté qui est catégorisée comme étant de « moyenne difficulté ».

## Résultats

### Classement de l'étape
| \| Classement de l'étape \| Classement de l'étape \| Classement de l'étape \| Classement de l'étape \| Classement de l'étape \| \| Coureur \| Coureur \| Pays \| Équipe \| Temps \| \| --------------------- \| --------------------- \| --------------------- \| --------------------------- \| --------------------- \| \| 1er \| Enrico Battaglin \| Italie \| LottoNL-Jumbo \| 4 h 06 min 33 s \| \| 2e \| Giovanni Visconti \| Italie \| Bahrain-Merida \| + 0 s \| \| 3e \| José Gonçalves \| Portugal \| Katusha-Alpecin \| + 0 s \| \| 4e \| Maximilian Schachmann \| Allemagne \| Quick-Step Floors \| + 0 s \| \| 5e \| Simon Yates \| Royaume-Uni \| Mitchelton-Scott \| + 0 s \| \| 6e \| Tim Wellens \| Belgique \| Lotto-Soudal \| + 0 s \| \| 7e \| Francesco Gavazzi \| Italie \| Androni Giocattoli-Sidermec \| + 0 s \| \| 8e \| Maurits Lammertink \| Pays-Bas \| Katusha-Alpecin \| + 0 s \| \| 9e \| Domenico Pozzovivo \| Italie \| Bahrain-Merida \| + 0 s \| \| 10e \| Patrick Konrad \| Autriche \| Bora-Hansgrohe \| + 0 s \| |                       |             |                             |                 |
| |                       |             |                             |                 |
| Source : ProCyclingStats |                       |             |                             |                 |
| Classement de l'étape |                       |             |                             |                 |
| Coureur | Coureur               | Pays        | Équipe                      | Temps           |
| 1er | Enrico Battaglin      | Italie      | LottoNL-Jumbo               | 4 h 06 min 33 s |
| 2e | Giovanni Visconti     | Italie      | Bahrain-Merida              | + 0 s           |
| 3e | José Gonçalves        | Portugal    | Katusha-Alpecin             | + 0 s           |
| 4e | Maximilian Schachmann | Allemagne   | Quick-Step Floors           | + 0 s           |
| 5e | Simon Yates           | Royaume-Uni | Mitchelton-Scott            | + 0 s           |
| 6e | Tim Wellens           | Belgique    | Lotto-Soudal                | + 0 s           |
| 7e | Francesco Gavazzi     | Italie      | Androni Giocattoli-Sidermec | + 0 s           |
| 8e | Maurits Lammertink    | Pays-Bas    | Katusha-Alpecin             | + 0 s           |
| 9e | Domenico Pozzovivo    | Italie      | Bahrain-Merida              | + 0 s           |
| 10e | Patrick Konrad        | Autriche    | Bora-Hansgrohe              | + 0 s           |

### Points attribués
|   | Cycliste        | Pays       | Équipe                        | Points |
| - | --------------- | ---------- | ----------------------------- | ------ |
| 1 | Andrea Vendrame | Italie     | Bardiani CSF                  | 10     |
| 2 | Eugert Zhupa    | Albanie    | Wilier Triestina-Selle Italia | 6      |
| 3 | Ryan Mullen     | Irlande    | Trek-Segafredo                | 3      |
| 4 | Laurent Didier  | Luxembourg | Trek-Segafredo                | 2      |
| 5 | Elia Viviani    | Italie     | Quick-Step Floors             | 1      |

|   | Cycliste           | Pays       | Équipe                        | Points | Bonif |
| - | ------------------ | ---------- | ----------------------------- | ------ | ----- |
| 1 | Andrea Vendrame    | Italie     | Bardiani CSF                  | 10     | 3 s   |
| 2 | Ryan Mullen        | Irlande    | Trek-Segafredo                | 6      | 2 s   |
| 3 | Laurent Didier     | Luxembourg | Trek-Segafredo                | 3      | 1 s   |
| 4 | Eugert Zhupa       | Albanie    | Wilier Triestina-Selle Italia | 2      |       |
| 5 | Victor Campenaerts | Belgique   | Lotto Fix All                 | 1      |       |

| - Sprint final de Santa Ninfa (km 153) : \| \| Cycliste \| Pays \| Équipe \| Points \| Bonif \| \| -- \| --------------------- \| ----------- \| --------------------------- \| ------ \| ----- \| \| 1 \| Enrico Battaglin \| Italie \| Lotto NL-Jumbo \| 25 \| 10 s \| \| 2 \| Giovanni Visconti \| Italie \| Bahrain-Merida \| 18 \| 6 s \| \| 3 \| José Gonçalves \| Portugal \| Katusha-Alpecin \| 12 \| 4 s \| \| 4 \| Maximilian Schachmann \| Allemagne \| Quick-Step Floors \| 8 \| \| \| 5 \| Simon Yates \| Royaume-Uni \| Mitchelton-Scott \| 6 \| \| \| 6 \| Tim Wellens \| Belgique \| Lotto Fix All \| 5 \| \| \| 7 \| Francesco Gavazzi \| Italie \| Androni Giocattoli-Sidermec \| 4 \| \| \| 8 \| Maurits Lammertink \| Pays-Bas \| Katusha-Alpecin \| 3 \| \| \| 9 \| Domenico Pozzovivo \| Italie \| Bahrain-Merida \| 2 \| \| \| 10 \| Patrick Konrad \| Autriche \| Bora-Hansgrohe \| 1 \| \| |                       |             |                             |        |       |
| | Cycliste              | Pays        | Équipe                      | Points | Bonif |
| 1 | Enrico Battaglin      | Italie      | Lotto NL-Jumbo              | 25     | 10 s  |
| 2 | Giovanni Visconti     | Italie      | Bahrain-Merida              | 18     | 6 s   |
| 3 | José Gonçalves        | Portugal    | Katusha-Alpecin             | 12     | 4 s   |
| 4 | Maximilian Schachmann | Allemagne   | Quick-Step Floors           | 8      |       |
| 5 | Simon Yates           | Royaume-Uni | Mitchelton-Scott            | 6      |       |
| 6 | Tim Wellens           | Belgique    | Lotto Fix All               | 5      |       |
| 7 | Francesco Gavazzi     | Italie      | Androni Giocattoli-Sidermec | 4      |       |
| 8 | Maurits Lammertink    | Pays-Bas    | Katusha-Alpecin             | 3      |       |
| 9 | Domenico Pozzovivo    | Italie      | Bahrain-Merida              | 2      |       |
| 10 | Patrick Konrad        | Autriche    | Bora-Hansgrohe              | 1      |       |

### Cols et côtes
|   | Cycliste        | Pays    | Équipe                        | Points |
| - | --------------- | ------- | ----------------------------- | ------ |
| 1 | Ryan Mullen     | Irlande | Trek-Segafredo                | 3      |
| 2 | Eugert Zhupa    | Albanie | Wilier Triestina-Selle Italia | 2      |
| 3 | Andrea Vendrame | Italie  | Bardiani CSF                  | 1      |

|   | Cycliste       | Pays       | Équipe                        | Points |
| - | -------------- | ---------- | ----------------------------- | ------ |
| 1 | Ryan Mullen    | Irlande    | Trek-Segafredo                | 3      |
| 2 | Laurent Didier | Luxembourg | Trek-Segafredo                | 2      |
| 3 | Eugert Zhupa   | Albanie    | Wilier Triestina-Selle Italia | 1      |

| - Côte de Poggioreale Vecchia, 4e catégorie (km 132,3) : \| \| Cycliste \| Pays \| Équipe \| Points \| \| - \| --------------- \| ---------- \| ----------------------------- \| ------ \| \| 1 \| Andrea Vendrame \| Italie \| Bardiani CSF \| 3 \| \| 2 \| Eugert Zhupa \| Albanie \| Wilier Triestina-Selle Italia \| 2 \| \| 3 \| Laurent Didier \| Luxembourg \| Trek-Segafredo \| 1 \| |                 |            |                               |        |
| | Cycliste        | Pays       | Équipe                        | Points |
| 1 | Andrea Vendrame | Italie     | Bardiani CSF                  | 3      |
| 2 | Eugert Zhupa    | Albanie    | Wilier Triestina-Selle Italia | 2      |
| 3 | Laurent Didier  | Luxembourg | Trek-Segafredo                | 1      |

## Classements à l'issue de l'étape

### Classement général
| \| Classement général \| Classement général \| Classement général \| Classement général \| Classement général \| \| Coureur \| Coureur \| Pays \| Équipe \| Temps \| \| ------------------ \| --------------------- \| ------------------ \| ------------------ \| ------------------ \| \| 1er \| Rohan Dennis \| Australie \| BMC Racing Team \| 18 h 29 min 41 s \| \| 2e \| Tom Dumoulin \| Pays-Bas \| Team Sunweb \| + 1 s \| \| 3e \| Simon Yates \| Royaume-Uni \| Mitchelton-Scott \| + 17 s \| \| 4e \| Tim Wellens \| Belgique \| Lotto-Soudal \| + 19 s \| \| 5e \| Pello Bilbao \| Espagne \| Astana \| + 25 s \| \| 6e \| Maximilian Schachmann \| Allemagne \| Quick-Step Floors \| + 28 s \| \| 7e \| Domenico Pozzovivo \| Italie \| Bahrain-Merida \| + 28 s \| \| 8e \| José Gonçalves \| Portugal \| Katusha-Alpecin \| + 32 s \| \| 9e \| Thibaut Pinot \| France \| Groupama-FDJ \| + 34 s \| \| 10e \| Patrick Konrad \| Autriche \| Bora-Hansgrohe \| + 35 s \| |                       |             |                   |                  |
| |                       |             |                   |                  |
| Source : ProCyclingStats |                       |             |                   |                  |
| Classement général |                       |             |                   |                  |
| Coureur | Coureur               | Pays        | Équipe            | Temps            |
| 1er | Rohan Dennis          | Australie   | BMC Racing Team   | 18 h 29 min 41 s |
| 2e | Tom Dumoulin          | Pays-Bas    | Team Sunweb       | + 1 s            |
| 3e | Simon Yates           | Royaume-Uni | Mitchelton-Scott  | + 17 s           |
| 4e | Tim Wellens           | Belgique    | Lotto-Soudal      | + 19 s           |
| 5e | Pello Bilbao          | Espagne     | Astana            | + 25 s           |
| 6e | Maximilian Schachmann | Allemagne   | Quick-Step Floors | + 28 s           |
| 7e | Domenico Pozzovivo    | Italie      | Bahrain-Merida    | + 28 s           |
| 8e | José Gonçalves        | Portugal    | Katusha-Alpecin   | + 32 s           |
| 9e | Thibaut Pinot         | France      | Groupama-FDJ      | + 34 s           |
| 10e | Patrick Konrad        | Autriche    | Bora-Hansgrohe    | + 35 s           |

### Classement du meilleur jeune
| Classement du meilleur jeune | Classement du meilleur jeune | Classement du meilleur jeune | Classement du meilleur jeune | Classement du meilleur jeune |
| Coureur                      | Coureur                      | Pays                         | Équipe                       | Temps                        |
| ---------------------------- | ---------------------------- | ---------------------------- | ---------------------------- | ---------------------------- |
| 1er                          | Maximilian Schachmann        | Allemagne                    | Quick-Step Floors            | 18 h 30 min 09 s             |
| 2e                           | Valerio Conti                | Italie                       | UAE Team Emirates            | + 25 s                       |
| 3e                           | Sam Oomen                    | Pays-Bas                     | Team Sunweb                  | + 32 s                       |
| 4e                           | Ben O'Connor                 | Australie                    | Dimension Data               | + 39 s                       |
| 5e                           | Richard Carapaz              | Équateur                     | Movistar Team                | + 40 s                       |
| 6e                           | Felix Großschartner          | Autriche                     | Bora-Hansgrohe               | + 49 s                       |
| 7e                           | Miguel Ángel López           | Colombie                     | Astana                       | + 1 min 29 s                 |
| 8e                           | Fausto Masnada               | Italie                       | Androni Giocattoli-Sidermec  | + 1 min 39 s                 |
| 9e                           | Mads Würtz Schmidt           | Danemark                     | Katusha-Alpecin              | + 2 min 37 s                 |
| 10e                          | Ryan Gibbons                 | Afrique du Sud               | Dimension Data               | + 3 min 13 s                 |

### Classement aux points
| Classement par points | Classement par points | Classement par points | Classement par points         | Classement par points |
| Coureur               | Coureur               | Pays                  | Équipe                        | Points                |
| --------------------- | --------------------- | --------------------- | ----------------------------- | --------------------- |
| 1er                   | Elia Viviani          | Italie                | Quick-Step Floors             | 131 pts               |
| 2e                    | Sacha Modolo          | Italie                | EF Education First-Drapac     | 55 pts                |
| 3e                    | Jakub Mareczko        | Italie                | Wilier Triestina-Selle Italia | 53 pts                |
| 4e                    | Sam Bennett           | Irlande               | Bora-Hansgrohe                | 50 pts                |
| 5e                    | Guillaume Boivin      | Canada                | Israel Cycling Academy        | 48 pts                |
| 6e                    | Marco Frapporti       | Italie                | Androni Giocattoli-Sidermec   | 40 pts                |
| 7e                    | Enrico Battaglin      | Italie                | LottoNL-Jumbo                 | 37 pts                |
| 8e                    | Rohan Dennis          | Australie             | BMC Racing Team               | 32 pts                |
| 9e                    | Tim Wellens           | Belgique              | Lotto-Soudal                  | 30 pts                |
| 10e                   | José Gonçalves        | Portugal              | Katusha-Alpecin               | 25 pts                |

### Classement du meilleur grimpeur
| Classement de la montagne | Classement de la montagne | Classement de la montagne | Classement de la montagne     | Classement de la montagne |
| Coureur                   | Coureur                   | Pays                      | Équipe                        | Points                    |
| ------------------------- | ------------------------- | ------------------------- | ----------------------------- | ------------------------- |
| 1er                       | Enrico Barbin             | Italie                    | Bardiani CSF                  | 11 pts                    |
| 2e                        | Marco Frapporti           | Italie                    | Androni Giocattoli-Sidermec   | 7 pts                     |
| 3e                        | Ryan Mullen               | Irlande                   | Trek-Segafredo                | 6 pts                     |
| 4e                        | Eugert Zhupa              | Albanie                   | Wilier Triestina-Selle Italia | 5 pts                     |
| 5e                        | Andrea Vendrame           | Italie                    | Androni Giocattoli-Sidermec   | 4 pts                     |
| 6e                        | Guillaume Boivin          | Canada                    | Israel Cycling Academy        | 3 pts                     |
| 7e                        | Laurent Didier            | Luxembourg                | Trek-Segafredo                | 3 pts                     |
| 8e                        | Jacopo Mosca              | Italie                    | Wilier Triestina-Selle Italia | 2 pts                     |
| 9e                        | Davide Ballerini          | Italie                    | Androni Giocattoli-Sidermec   | 1 pt                      |

### Classements par équipes

#### Classement au temps
| Classement par équipes | Classement par équipes      | Classement par équipes | Classement par équipes |
| Équipe                 | Équipe                      | Pays                   | Temps                  |
| ---------------------- | --------------------------- | ---------------------- | ---------------------- |
| 1re                    | Mitchelton-Scott            | Australie              | 55 h 31 min 03 s       |
| 2e                     | Bora-Hansgrohe              | Allemagne              | + 16 s                 |
| 3e                     | Movistar Team               | Espagne                | + 18 s                 |
| 4e                     | UAE Team Emirates           | Émirats arabes unis    | + 23 s                 |
| 5e                     | Astana                      | Kazakhstan             | + 43 s                 |
| 6e                     | Sky                         | Royaume-Uni            | + 45 s                 |
| 7e                     | Groupama-FDJ                | France                 | + 49 s                 |
| 8e                     | Androni Giocattoli-Sidermec | Italie                 | + 2 min 11 s           |
| 9e                     | Katusha-Alpecin             | Suisse                 | + 2 min 27 s           |
| 10e                    | Bahrain-Merida              | Bahreïn                | + 2 min 38 s           |

#### Classement aux points
| Classement par équipes aux points | Classement par équipes aux points | Classement par équipes aux points | Classement par équipes aux points |
| Équipe                            | Équipe                            | Pays                              | Points                            |
| --------------------------------- | --------------------------------- | --------------------------------- | --------------------------------- |

## Abandon
- 95 -  Guy Niv (Israel Cycling Academy) : abandon au km 67